# 前581年
| 千纪： | 前1千纪 |
| 世纪： | 前7世纪 \| 前6世纪 \| 前5世纪 |
| 年代： | 前610年代 \| 前600年代 \| 前590年代 \| 前580年代 \| 前570年代 \| 前560年代 \| 前550年代                                                                                                |
| 年份： | 前586年 \| 前585年 \| 前584年 \| 前583年 \| 前582年 \| 前581年 \| 前580年 \| 前579年 \| 前578年 \| 前577年 \| 前576年                                                                  |
| 纪年： | 周简王五年 魯成公十年 齐灵公元年 晉景公十九年 秦桓公二十三年 宋共公八年 楚共王十年 衛定公八年 陈成公十八年 蔡景侯十一年 曹宣公十四年 郑成公四年 燕昭公六年 吴王寿梦五年 杞桓公五十六年 |

## 大事記
- 科林斯首次舉辦伊斯特米亞競技大會
- 綏靖天皇成為日本第二任天皇 (在位期間至前549年)

## 逝世
- 晋景公，中国春秋时代诸侯之一晋国的一位君主，上厕所时不慎落入粪坑死亡。